# Schönfeldsches Adelsarchiv
Das Schönfeldsche Adelsarchiv war eine umfangreiche, in Wien ansässige Sammlung, bestehend aus Urkunden, Handschriften sowie genealogischen und heraldischen Druckwerken über den böhmischen und österreichischen, aber auch deutschen und vereinzelt französischen, niederländischen und italienischen Adel.

## Geschichte
Der Prager Stallmeister Johann Anton Schönfeld (1695–1773) hatte etwa 30 Jahre lang Handschriften und Urkunden über den Adel gesammelt. Dazu gehörten angeblich auch Teile aus dem Nachlass von Georg Rüxner, dem Verfasser des 1530 erstmals erschienenen Thurnierbuches. Nach seinem Tod ging dieses erste Adelsarchiv an seinen Sohn Johann Ferdinand Ritter von Schönfeld (1750–1821) über, der als wohlhabender Unternehmer in der Lage war, die Sammlung bedeutend zu vergrößern. Er erwarb die Nachlässe oder Archive des Kreishauptmanns Karl Joseph Biener von Bienenberg, des Prager Archivars Johann Josef Klauser, des Archivars des Prager Damenstifts Peter Hebenstreit von Streitenfeld, des Historikers Johann Karl Rohn, des Juristen und Sammlers alter Handschriften Peter Tobias Ritter von Wokaun, des Landtafelregistrators Michael Wenzel Preißler, des Landtafelregistrators und Genealogen Johann Mayer von Mayern sowie der Wappeninspektoren Leonhard Lorenz Dominik Freiherr Hentschel von Gutschdorf und Vinzenz Ignatz Ritter von Seidl. Des Weiteren kaufte er Bücher sowie Handschriften aus aufgelösten Klöstern und war anschließend noch mehrere Jahre mit Erschließungsarbeiten beschäftigt. 1806 bewarb sich Schönfeld um die Stelle als kaiserlicher Wappeninspektor und kündigte an, sein Archiv bei Amtsantritt dem Staat zu überlassen. Man würdigte zwar seine Verdienste beim Sammeln von Adelsarchivalien, sprach ihm aber letztlich die Eignung für dieses Amt ab. Daher eröffnete er Anfang 1812 in Wien sein privates genealogisch-heraldisches Adelsarchiv in der Preßgasse (damalige Grundbuchnummer 488, später Sterngasse Nr. 6), im zweiten Stock, und später in der Wollzeile (Grundbuchnummer 857, spätere Hausnummer 24). Er gab mehrere Namenindizes zu seiner Sammlung heraus und veröffentlichte 1812 den ersten Band der Materialien zur diplomatischen Geschichte des Adels im österreichischen Kaiserstaate.
Nach seinem Tod wurde das Adelsarchiv von seinem Sohn Ignaz Ritter von Schönfeld (1778–1839) übernommen, der ebenfalls in der Wollzeile (Grundbuchnummer 779, spätere Hausnummer 19, und danach 861, spätere Hausnummer 16) wohnte. Er beabsichtigte, auf Grundlage des Adelsarchivs ein österreichisches Adelslexikon in mehreren Bänden sowie jährlich einen Adelsschematismus herauszubringen. Erschienen sind 1824 und 1825 nur zwei Bände aus der Reihe Adelsschematismus des österreichischen Kaiserstaates, die bei einem Stückpreis von drei Talern nicht genügend Käufer fanden. Zudem erhielt das ganze Unternehmen keine Unterstützung von Seiten der Hofkanzlei, die selbst die Errichtung eines staatlichen Adelsarchives oder eines Heroldsamtes plante.
Schönfeld veräußerte daher mit Vertrag vom 22. August 1825 das Adelsarchiv für 30 000 Gulden an den Wiener Notar Johann August Walcha, der zunächst 4 700 Gulden dafür anzahlte und umgehend Johann Wschetezka mit der Ordnung der Sammlung beauftragte. Zwischenzeitlich bemerkte Walcha, dass nach dem Inventar einige wertvolle Werke fehlten. Angeblich hatte diese der Wiener Genealoge Josef Ritter von Kronenfels an sich gebracht. Als dann noch die k. k. Zensurbehörde das Bewerben des geplanten dritte Bandes untersagte, drohte Walcha mit einem Prozess und Schönfeld musste das Archiv wieder zurücknehmen, bot es 1831 noch erfolglos der Hofkanzlei zum Kauf an und behielt es schließlich bis zu seinem Tod (11. November 1839). Als eher glückloser Unternehmer hinterließ er seiner Ehefrau viele Schulden. Susanne von Schönfeld, geborene Gräfin von Logothetti, entschloss sich daher, das Adelsarchiv 1840 aufzulösen und beauftragte den Wiener Bücherschätzmeister Matthäus Kuppitsch mit dessen Versteigerung.

## Inhalt
Bei der zwischen dem 9. und 17. November 1840 stattfindenden Auktion wurden etwa 2000 Bücher und fast 200 Handschriften versteigert. Das Schönfeldsche Adelsarchiv bestand aus Adels- und Wappendiplomen, Stiftsbriefen mit ausgearbeiteten Stammbäumen, Güterurkunden, Testamenten, Tauf-, Trauung- und Beerdigungsscheinen, Abschriften von Epitaphien, Stammbüchern, Staatskalendern, Familienmünzen, einer Porträtsammlung sowie einer nahezu vollständigen Sammlung aller wichtigen Druckwerke zur Genealogie, Wappenkunde und Diplomatik. Das Ganze war über mehrere Repertorien in alphabetischer und chronologischer Ordnung erschlossen. Drei davon wurden von Johann Ferdinand von Schönfeld veröffentlicht:
- Erstes Alphabet der alten Familien-Dokumente, welche sich im Ritter v. Schönfeld'schen Wiener Adels-Archiv befinden. Vom landsässigen Adel und dessen Verwandtschaft in Ober- und Niederösterreich. Prag 1818 (Nachdruck: Trier 2005).
- Zweites Alphabet der Familien-Documente, welche sich in dem Ritter v. Schönfeld'schen Familien-Archive in Wien befinden (Französische und Niederländer-Familien). Prag 1818.
- Generalkatalog von den ersten 6000 Familiennamen, ihrer Wappen und Wappenschilde, welche der berühmte Archivar Joseph Klauser zu Prag aus allen majestätischen Wappenbriefen, Dokumenten und Wappenbüchern, Dedikationen, Grabmählern, Kirchen und Altären, dann von Glocken, Bethstühlen, Fenstern und Thüren durch mehr denn 30 Jahre lang gesammelt hat. Prag 1818 (google.de).

Die drei Indizes wurden zwischen dem 20. April 1817 und dem 16. März 1820 zum Teil auch in der k. k. privilegierten Prager Zeitung veröffentlicht.

## Verbleib
Bislang ließ sich das Schicksal nur weniger Einzelstücke aus der umfangreichen Sammlung nachweisen. Genealogische Notizen in zwei Bänden (Baals–Blyz und Bobrowski–Bytek, mit Zeichnungen und Kupferstichen, zusammen 1666 Seiten) befinden sich heute in der fürstlich Festetics’sche Bibliothek (Helikon-Bibliothek) in Keszthely. Der Wiener Schriftsteller Moritz Bermann (1823–1895) besaß einige biographische und genealogische Handschriften aus dem Archiv. Die Bibliothek der Zentralstelle für Genealogie (Staatsarchiv Leipzig) besitzt ein Wappenbuch aus dem von Schönfeldschen Adelsarchiv.